# Giuseppe Faà di Bruno
Giuseppe Faà di Bruno (* 17. Februar 1815 in Alessandria; † 18. April 1889 in Rom) war ein italienischer römisch-katholischer Priester und zwischen 1869 und 1889 Generalrektor der Pallottiner.

## Leben
Giuseppe Faà di Bruno wurde in einer aristokratischen Familie geboren. 1838 wurde er zum Priester geweiht und 1844 wurde er zum Doktor der Theologie promoviert. Nach einem Treffen mit Pater Raffaele Melia, einem Mitarbeiter von Vincenzo Pallotti, beschloss er, nach Rom zu gehen und sich mit der Vereinigung des Katholischen Apostolates vertraut zu machen. 1845 entschloss er sich regelmäßig für die Pallottiner zu arbeiten und ein Jahr später legte er die Ordensgelübde ab. Bald danach wurde er nach England geschickt. Dort war er geistlicher Beistand und Präfekt für den Konvert von Cheadle und Rektor des pallottinischen Instituts in London. Dank seiner Bemühungen wurde am 16. April 1863 die St Peter’s Italian Church in Westminster geweiht, damals die größte katholische Kirche in London. Dies führte aber zu Konflikten mit Nichtkatholiken. Am 3. März 1869 wurde er per Dekret der Kongregation für die Bischöfe und Ordensleute zum Rektor des pallottinischen Hauses in Rom und zum Generalrektor der Kongregation ernannt. Diese Funktion erfüllte er über 20 Jahre. Er kümmert sich vor allem um die Ausbildung des Ordensnachwuchses. Er gründete erste Niederlassungen in den USA, Brasilien und Argentinien und leitete 1887 den Seligsprechungsprozess für den Ordensgründer beim Heiligen Stuhl in die Wege.
Zum Zeitpunkt seines Todes hatten die Pallottiner 83 Mitglieder. Hiervon waren 31 Priester, 40 Seminaristen und 12 Ordensbrüder, welche in 13 Einrichtungen arbeiteten. Er starb am 18. April 1889 in Rom im Alter von 74 Jahren und wurde im Campo Verano bestattet.